# Seminario de Santo Domingo de Guzmán
El seminario de Santo Domingo de Guzmán es un inmueble de la localidad española de El Burgo de Osma, en la provincia de Soria.

## Historia
El seminario original, dedicado a Santo Domingo de Guzmán, fue construido a comienzos del siglo XVII. En la segunda mitad del siglo XVIII, por iniciativa de Joaquín de Eleta, obispo de Osma, se levantó de nueva planta un seminario sobre el antiguo, a cargo del arquitecto Luis Bernasconi. El edificio aparece descrito en el cuarto volumen del Diccionario geográfico-estadístico-histórico de España y sus posesiones de Ultramar de Pascual Madoz, en la entrada correspondiente a Burgo de Osma, de la siguiente manera:

Fuera de la pobl. en el sillo llamado del Postigo, hay un edificio destinado á seminario conciliar, obra grandiosa y acaso el mejor de su clase en España; ofrécese á primera vista, una elegante portada de bastante magnitud, y á su lado una hermosa capilla (Sto. Domingo de Guzman), con tribunas, sacristia y tres altares en los que hay pinturas de mérito; súbese luego por una buena escalera de piedra, á un espacioso patio aclaustrado en el que se encuentran las aulas, habitaciones de la enfermeria, cocinas, refectorio y despensas, completando los estensos corrales y sitios de recreo el todo de este piso, desde el cual arrancan dos ramales de escalera, que reuniéndose luego conducen á los claustros superiores, donde están las habitaciones de los gefes y alumnos, la rectoral y sala de juntas.

Para cumplir con lo prevenido en el concilio de Trento y las escitaciones del rey D. Felipe II, determinó el Illmo. Sr. D. Fernando Acebedo, ob. de Osma y después arz. de Burgos, se construyese un seminario conciliar con el título de Sto. Domingo de Guzman, en el sitio que hoy ocupa el actual; dióse principio á la obra en 1612 y concluida, lo dotó con algunas rentas para sostener la educación de 16 alumnos, disponiendo al mismo tiempo que uno de los capellanes de número y coro, enseñase los rudimentos de gramática latina. Los ob. sucesores y con especialidad el señor Aróstegui, fueron aumentando sus rentas, de modo que en 1778 ya contaba con mas de 40,000 rs. de dotacion, procedentes de fincas, préstamos y derechos decimales: por este tiempo era confesor de Carlos III el Illmo. Sr. D. Fr. Joaquin Eleta, religioso recoleto, natural de la v. é hijo de su cirujano titular; llevado el P. Eleta del acendrado amor que profesaba á su pueblo natal, y valido de su buena posición, se propuso fomentarlo en cuanto pudiese, dando principio con la idea de ensanchar el seminario, de la que luego desistió para construirlo de nueva planta, contando con la generosidad de su augusto penitente: al efecto envió al ingeniero Sabatini, para que levantara los planos; y adquirida de la v. una porcion de terreno contiguo, principiaron los trabajos que continuaron sin intermision hasta la muerte de tan distinguido religioso, ocurrida en 1788, siendo ob. de Osma, á cuya época ya habia proporcionado mas de 800,000 rs. para la obra que quedó sin concluir: no contento el Illmo. Eleta con estas donaciones, consiguió de la santidad de Pio VI, una pension de 5,000 ducados anuales, sobre la mitra, para la dotacion de 3 cátedras de filosofía, 2 de gramática, y otros gastos del establecimiento; impulsado el cabildo por el noble ejemplo de su prelado, hizo continuados esfuerzos para la conclusion del establecimiento, que llegó á verificarse en 1828, quedando tan completo como conviene á los fines de su instituto. La organización personal y literaria, se instauró en la prelacia del Sr. Andino, que auxiliado por la diligencia de su secretario y hermano el arcediano de Aza, reunió una porcion de colegiales que han honrado al seminario y á la dióc. habiendo ascendido su número en algunas épocas á ciento y tantos. Ademas del rector, vice-rector, catedráticos de latinidad y filosofia, y otros dependientes y fámulos, debe sostener el seminario 26 becas para cierto número de pobres de cada arciprestazgo, las que se subdiden en medias y cuarterones á voluntad del ordinario que las provee, previo examen y consejo de los diputados conciliares; hay ademas tres becas de fundacion patrimonial, y se admiten otros alumnos pensionistas, cuyas cuotas varian de 1 á 5 rs., segun su procedencia, diocesana ó estra: el trage de los seminaristas es manto de paño pardo con beca azul turquí y sobre él visten sobrepelliz, cuando asisten á las funciones de la catedral, em los dias festivos. Las rentas del establecimiento, consistian últimamente en 107 fan. de trigo, prestacion especial de ciertos arciprestazgos; 26,000 rs. de prestamos y beneficios agregados; 55,000 rs. pensión sobre la mitra, y 6,000 procedentes de tincas y censos: habiendo faltado la mayor parte de estos fondos por la supresion del diezmo, el gobierno eclesiástico formó un presupuesto de gastos importante 81,000 rs. inclusas las rent., y como se hubiesen recibido á buena cuenta algunas cantidades, se abrió nuevamente el establecimiento en 1843, despues de suprimirse el de Soria, á donde se habian trasladado todos sus efectos en 1840, y én la actualidad es muy reducido el número de los alumnos, ya por las restricciones que impone el plan vigente de estudios, y ya porque, á causa de la escasez de recursos, no puede darse la enseñanza gratuita, como exige la esencia y condicion de tales institutos.
(Madoz, 1846, pp. 511-512)